# ビューティフル・クリーチャーズ 光と闇に選ばれし者
『ビューティフル・クリーチャーズ 光と闇に選ばれし者』（ビューティフルクリーチャーズひかりとやみにえらばれしもの、Beautiful Creatures）は2013年にアメリカ合衆国で公開されたファンタジー映画である。監督・脚本はリチャード・ラグラヴェネーズ、主演はオールデン・エアエンライクとアリス・イングラートが務めた。本作はカミ・ガルシアとマーガレット・ストールが2009年に上梓した小説『ビューティフル・クリーチャーズ』を原作としている。

## ストーリー
サウスカロライナ州ガトリン。イーサンは見知らぬ女の子が出てくる夢から目覚めた。彼がその女の子の夢を何回も見ていた。イーサンは大学生活に気怠さを感じており、禁書を読むことが好きな青年でもあった。大学3年生になって最初の登校日、イーサンは新入生のレナと出会う。驚くべきことに、レナはイーサンの夢に出てきたあの女の子にそっくりであった。他の学生たちはレナから距離を取っていた。学生たちの間で「レナの一族は悪魔を崇拝している」という噂が流れていたためである。偶然、その噂を耳にしたレナは憤激した。その瞬間、教室の開いていた窓が一斉に閉まったのである。これを受けて、学生たちの不安は増大し、町の人々は「レナは魔女に違いない」と思うようになった。
自動車で家に帰る途中、イーサンは自動車が壊れて途方に暮れているレナを見かけた。見かねたイーサンはレナを車で送ってあげることにした。その道中、イーサンはレナと自分に共通点が多く見出されることを知った。レナもまた母親を亡くしていたのである。レナをおろしたイーサンは帰路についたが、拾ったペンダントをレナにプレゼントしようと思い立った。そこで、彼はレナの家を訪問することにした。ペンダントに触れた瞬間、南北戦争の頃に生きていた誰かの記憶がイーサンの脳内に入ってきた。ふと気がつくと、彼は自分の家にいた。イーサンとレナが親密になることを怖れたメイコンは、イーサンが家族ぐるみで付き合っているアマリエと協力して、2人の仲を引き裂くことにした。しかし、思うように事は進まなかった。ある日、レナは自分の一族が魔法使いの一族であるとイーサンに打ち明けた。16歳の誕生日に、レナの本性が光の方向へ向かうか闇の方向へ向かうかが決まってしまうのだという。レナは闇に落ちることを酷く怖れていた。それはイーサンとの恋が実らないことと自らが邪悪な存在になることを意味するからであった。イーサンは「レナならきっと光の方向へ行けるよ」と言うことしかできなかった。
闇の魔法使い、リドリーが町へやって来たことで、事態は混迷を深めていった。リドリーはレナを闇の側へ引き込もうとしたのである。彼女は遠い場所からでも生物を操る能力を持っていた。また、イーサンの友人であるウェスリーの母親に、レナの母親であるサラフィンの魂が取り憑いていることが判明した。サラフィンもまたレナは闇の世界に引きずり込もうとしていた。その頃、地元の教会では「学校はレナを退学処分にすべきだ」と主張する人々が集会を開いていた。そこにやってきたメイコンは、サラフィンと対決することになった。サラフィンは「レナは私よりも強力な闇の魔法使いになる。レナが16歳になる日は冬至なので、太陽の力が弱まり、相対的に月の力が強くなる。レナの力を持ってすれば、人類を滅亡させ、魔法使いが地球を支配することも容易だ。」と言い放つのだった。映画館で、イーサンとレナはフラッシュバックを体験するためにペンダントを握った。その記憶はレナの先祖であるジュネヴィエーヴのものであった。ジュネヴィエーヴはイーサンの先祖であるカーターと恋仲だったのである。戦場で瀕死の重傷を負ったカーターを救うべく、ジュネヴィエーヴは禁断の呪文を使用した。しかし、その代償として、彼女は闇の魔法使いにならざるを得なかった。当然、カーターとの恋は終わってしまった。そして、デュケイン一族の女性は、全員闇の魔法使いになってしまうという呪いがかかってしまった。余りにも残酷な運命を受け止められなかったレナは映画館を飛び出した。何としてでも呪いを解きたい2人は、町の図書館の地下にある秘密の図書館へ向かった。そこはアマリエが管理する魔法書の図書館であった。その図書館で一番古い本である『月の書』には、呪いを解くための方法が記されていた。しかし、解呪のためにはレナを愛する人間の命が必要であった。イーサンを犠牲にしたくないレナは、闇の魔法使いになる覚悟を決めた。イーサンと過ごせる最後の日、レナは魔法で雪を降らせ、イーサンから自分の記憶を消し去った。
リンクを魔法で誘惑したリドリーは、彼に拳銃を手渡した。レナの誕生日に行われる南北戦争の記念行事で発砲事件を起こさせるためである。友人のただならぬ様子を見たイーサンは「行事に出席するのをやめよう」と言ったが、リンクに銃撃されてしまった。その頃、魔法使いの儀式を行っていたレナは恐怖の余りイーサンの下へ急行してしまう。レナを闇の世界に引き込みたいリドリーとサラフィンはイーサンの死体をレナに見せるが、却って事態が悪化してしまった。怒り狂ったレナは雷と竜巻を召喚し、記念行事の列席者全員を殺そうとした。そのとき、イーサンの死体が動き出したのである。実は、メイコンがイーサンの死体になりすましていたのである。若い2人のために自らが犠牲になったのである。死ぬ間際、メイコンはレナに向かって「自分が生きたいように生きるんだ」と叫ぶのだった。

## キャスト
※括弧内は日本語吹替。
- イーサン・ローソン・ウェイト - オールデン・エアエンライク（木島隆一）
- レナ・デュケイン - アリス・イングラート（Lynn）
- メイコン・レイヴンウッド - ジェレミー・アイアンズ： レナの叔父。
- アマリエ・トルドー - ヴィオラ・デイヴィス： エマと呼ばれている。
- リドリー・デュケイン - エミー・ロッサム： レナの従姉妹。
- ウェスリー・ジェファーソン・リンカーン - トーマス・マン： リンクと呼ばれている。
- リンカーン夫人 / サラフィン・デュケイン - エマ・トンプソン
- デルフィン・デュケイン - マーゴ・マーティンデイル： デルおばさんと呼ばれている。
- エマリン・デュケイン - エイリーン・アトキンス： グランマと呼ばれている。
- エミリー・アッシャー - ゾーイ・ドゥイッチ
- サヴァンナ・スノウ - ティファニー・ブーン
- ラーキン・ケント - カイル・ガルナー（浜添伸也）
- ジュネヴィエーヴ・キャサリン・デュケイン - レイチェル・ブロズナハン
- ミスター・リー - プルイット・テイラー・ヴィンス
- ミセス・ヘスター - ロビン・スカイ
- スティーブンス - ランディ・レッド
- スノウ市長 - ランス・E・ニコルズ
- ハーバート - レスリー・キャスティ
- イーサン・カーター・ウェイト - サム・ギルロイ
- ミセス・スノウ - グウェンドリン・ムランバ
- ミセス・アッシャー - シンディ・ホーガン

## 製作
2009年、アルコン・エンターテインメントは『ビューティフル・クリーチャーズ』の映画化権を購入し、リチャード・ラグラヴェネーズを監督兼脚本家として雇った。キャスティングの作業は2011年下半期に始まっていた。2012年2月、ヴィオラ・デイヴィスと契約することが決まった。その直後、ジャック・オコンネルとアリス・イングラートが主演を務めることになったと報じられた。しかし、オコンネルがスケジュールの都合で降板したため、オールデン・エアエンライクが代役として起用されることとなった。その後、エマ・トンプソンとジェレミー・アイアンズの出演も決まった。
本作の主要撮影は2012年4月23日からニューオーリンズで開始される予定だったが、監督の意向で同年4月16日からスタートすることとなった。

## 公開
2012年9月19日、本作のファースト・トレイラーが公開された。
当初、ワーナー・ブラザース映画は本作を2013年2月13日に公開する予定だったが、翌14日に公開日を延期した。なお、2月11日にはニューヨークで先行公開が行われた。

## 興行収入
『トワイライト』や『ハンガー・ゲーム』のようなヤングアダルト小説を原作とした映画が大ヒットを記録していたことや『ビューティフル・クリーチャーズ』の原作小説には続編があることから、本作には興行的成功が大いに期待されていたが、実際の数字は期待を大きく下回るものであった。
2013年2月14日、本作は全米2950館で公開され、公開初週末に758万ドルを稼ぎ出し、週末興行収入ランキング初登場6位となった。
製作費と宣伝費の回収に失敗したことを受けて、『バラエティ』は本作を「2013年の特筆すべき赤字映画の一本」に選出した。

## 評価
本作は賛否両論となったが、エミー・ロッサムの演技には賞賛の声が集まった。映画批評集積サイトのRotten Tomatoesには174件のレビューがあり、批評家支持率は46%、平均点は10点満点で5.4点となった。サイト側による批評家の見解の要約は「恋人を演じる主演2人はチャーミングで、その脇を固める俳優たちは手堅い演技を披露している。しかし、『ビューティフル・クリーチャーズ 光と闇に選ばれし者』は『トワイライト』の劣化版で、ヤングアダルト小説を原作とした退屈な映画だと言わざるを得ない。」となっている。また、Metacriticには40件のレビューがあり、加重平均値は52/100となっている。なお、本作のCinemaScoreはBとなっている。
『エンターテインメント・ウィークリー』のオーウェン・グレイバーマンは本作にB-評価を下し、「『ビューティフル・クリーチャーズ 光と闇に選ばれし者』はスーパーナチュラルとティーンの恋愛劇を売りにして、『トワイライト』の模倣品で溢れる映画市場にやって来た。この作品のコンセプトは『トワイライト』のベラとエドワードの性別を逆転させたものでしかない。」「全体の出来は瑞々しさを感じさせるもので、演技も特に酷いというわけではない。しかし、レナが自分の進む道を決めるまでにかかった時間が長すぎる。イーサンもそう思っただろう」と評している。
本作はティーン・チョイス・アワードで6部門にノミネートされたが、受賞は逃した。